# Saint-Pierre-le-Vieux (Saona i Loara)
Saint-Pierre-le-Vieux – miejscowość i gmina we Francji, w regionie Burgundia-Franche-Comté, w departamencie Saona i Loara.
Według danych na rok 1990 gminę zamieszkiwało 301 osób, a gęstość zaludnienia wynosiła 19 osób/km² (wśród 2044 gmin Burgundii Saint-Pierre-le-Vieux plasuje się na 613. miejscu pod względem liczby ludności, natomiast pod względem powierzchni na miejscu 603.).